# Come to Daddy
Come to Daddy es un extended play publicado en 1997 por el artista de música electrónica Richard D. James, bajo el pseudónimo de Aphex Twin. Come to Daddy (Pappy Mix), generalmente abreviada como Come to Daddy, es una de las canciones más famosas de Aphex Twin. Alcanzó el puesto #36 en la lista de éxitos UK Singles Chart.
James comenta su trabajo del siguiente modo:

Come to Daddy surgió cuando estaba tranquilamente en mi casa, emborrachándome y haciendo un tipo de jingle de death metal. Entonces se le hizo marketing y se hizo un vídeo, y esta pequeña idea que había tenido, que era una broma, se convirtió en algo gigantesco. No estuvo bien para nada.

## Lista de canciones
Todas las canciones fueron escritas y producidas por Richard D. James.
1. "Come To Daddy, Pappy Mix" – 4:22
2. "Flim" – 2:57
3. "Come To Daddy, Little Lord Faulteroy Mix" – 3:50
4. "Bucephalus Bouncing Ball" – 5:44
5. "To Cure A Weakling Child, Contour Regard" – 5:10
6. "Funny Little Man" – 3:58
7. "Come To Daddy, Mummy Mix" – 4:24
8. "IZ-US" – 2:57

Los temas fueron publicados originalmente en dos CD separados, WAP94CD y WAP94CDR, con las primeras cuatro canciones en el primero y el resto en el segundo. Estas ediciones han sido eliminadas y sustituidas por un solo EP que contiene las ocho canciones (WAP94CDX).

## Versiones y remezclas
- Come to Daddy ha sido versionada por The Dillinger Escape Plan en su EP Irony is a Dead Scene con Mike Patton.
- La canción "Flim" fue versionada por el trío de jazz The Bad Plus en su segundo álbum These Are The Vistas.
- Belle Orchestre versionó Bucephalus Bouncing Ball live.
- Una remezcla de "Come To Daddy (Pappy Mix)", otra de "Flim" y dos remezclas de "Bucephalus Bouncing Ball" se hicieron como parte de la serie Helpaphextwin de V/Vm.
- La voz computerizada al final de "Funny Little Man" fue sampleada por Placebo en "Evil Dildo", el tema secreto de su segundo Without You I'm Nothing.

## Personal
- Aphex Twin – Sintetizador, producción
- Chris Cunningham – Imágenes
- Stefan de Batselier – Fotografía

## Listas de éxitos
| Año  | Lista de éxitos                | Máxima posición |
| ---- | ------------------------------ | --------------- |
| 1997 | UK Singles Chart               | 36              |
| 1997 | U.S. Billboard Top Heatseekers | 37              |